# SpringSource
SpringSource是由Spring Framework的创始者创建的公司。
公司最初被命名为Interface 21；2008年，为了更加符合主营业务，公司更名为SpringSource，主要通过提供培训和咨询服务盈利。而大部分的Spring框架开发者被该公司全职雇佣。
考虑到Apache Tomcat是Spring应用程序最主流的运行平台，2008年1月29日SpringSource合并了Covalent。和SpringSource情况相似，Covalent公司主要依靠为Tomcat的开发者提供咨询服务盈利。
除此之外，SpringSource还收购了以下几家公司：G2One、Hyperic和Cloud Foundry。
接连进行的并购使SpringSource雇佣了Apache Tomcat、Apache HTTP Server、Hyperic、Groovy和Grails开源社区的部分顶尖开发者，并参与到了JCP中。
并购也使公司除了提供Spring和Grails框架的支持外，还开始提供涵盖Java EE应用程序开发三个生命周期的软件套件。SpringSource还提供两种针对Spring开发者的商业服务器产品。tc Server是Tomcat的一个商业版本，综合了Hyperic的部署和管理功能；dm Server是一款基于OSGi的服务器，随后以Virgo的名义捐献给了Eclipse基金会。
SpringSource还通过其教学组织“SpringSource大学”及其他合作的培训提供商，提供对Spring框架、Apache Tomcat、tc Server、Groovy/Grails的教学服务。
2009年8月，VMware出资4.2亿美元收购了SpringSource，并在一段时间内作为VMware的一个独立的部门；公司原有的商业产品以vFabric应用套件名义发售。之后SpringSource又接连收购了RabbitMQ、Redis和Gemstone。除Redis外，它们的产品也成为了vFabric应用套件的一部分。
2013年4月，VMware与EMC及通用电气建立了合资公司GoPivotal，VMware所有的面向应用的产品（包括Spring）被转移到了GoPivotal。
2013年5月，VMware将Gemstone对象数据库产品出售给了GemTalk Systems。